# Football Club Canavese 2007-2008
Questa voce raccoglie le informazioni riguardanti il Football Club Canavese nelle competizioni ufficiali della stagione 2007-2008.

## Rosa
| N. |                   | Ruolo | Calciatore           |
| -- | ----------------- | ----- | -------------------- |
|    | Italia (bandiera) | C     | Giovanni Abate       |
|    | Italia (bandiera) | C     | Christian Berger     |
|    | Italia (bandiera) | P     | Alessandro Boccolini |
|    | Italia (bandiera) | C     | Alessio Briglia      |
|    | Italia (bandiera) | A     | Marco Capraro        |
|    | Italia (bandiera) | D     | Luca Carretto        |
|    | Italia (bandiera) | D     | Mario Chianello      |
|    | Italia (bandiera) | D     | Giorgio Conrotto     |
|    | Italia (bandiera) | C     | Alessio De Laurenti  |
|    | Italia (bandiera) | C     | Giorgio Del Signore  |
|    | Italia (bandiera) | A     | Andrea Fabbrini      |
|    | Italia (bandiera) | A     | Andrea Ferretti      |
|    | Italia (bandiera) | D     | Emanuele Francioni   |

| N. |                   | Ruolo | Calciatore           |
| -- | ----------------- | ----- | -------------------- |
|    | Italia (bandiera) | D     | Antonio Grillo       |
|    | Italia (bandiera) | C     | Davide Lodi          |
|    | Italia (bandiera) | D     | Roberto Maltagliati  |
|    | Italia (bandiera) | D     | Massimiliano Marchio |
|    | Italia (bandiera) | C     | Francesco Paonessa   |
|    | Italia (bandiera) | A     | Lorenzo Parisi       |
|    | Italia (bandiera) | D     | Luca Perfetti        |
|    | Italia (bandiera) | A     | Massimiliano Pesenti |
|    | Italia (bandiera) | P     | Fabrizio Pinelli     |
|    | Italia (bandiera) | P     | Marco Roccati        |
|    | Italia (bandiera) | C     | Dario Scardina       |
|    | Italia (bandiera) | D     | Simone Smania        |
|    | Italia (bandiera) | C     | Lorenzo Storno       |